# Корвета
Корвета е вид малък боен кораб, възникнал през 18 век. Думата идва от френски corvette през гръцки κορβέτα.
Корветите са по-малки от фрегатите, но изпълняват сходни задачи. За разлика от тях обаче всичките им оръдия са разположени на открито на палубата. Поради високата си скорост и маневреност се използвали за куриерски и разузнавателни цели, а по-късно и като кръстосвачи. Много пирати са плавали на корвети.
В съвременните военноморски сили също се използва класификацията за фрегата и корвета, но вече не се задвижват чрез ветрила.

## Друго
На корветата е кръстен един от най-известните модели на Шевролет – Корвет.